# Blake Michael
Blake Michael (n. 31 iulie 1996, Atlanta, Georgia, SUA) este un actor, cântăreț și model american. Este cunoscut din filmul Lemonade Mouth, unde a interpretat rolul lui Charlie Delgando, și din serialul Disney Channel, Cățelul blogger, în care a jucat rolul lui Tyler James.